# La Grande pagaille du Diletta
La Grande pagaille du Diletta (上を下へのジレッタ, Ue o shita he no Diletta) est un seinen manga d'Osamu Tezuka, prépublié dans le magazine Weekly Manga Sunday de l'éditeur Jitsugyo no Nihon Sha entre août 1968 et septembre 1969 puis publié en un volume en janvier 1971. La version française est éditée en un volume par FLBLB en septembre 2013.

## Analyse
Pour du9, « La Grande pagaille du Diletta commence par une interrogation sur l’art, le goût, la nature de l’artiste à l’aune du manga ou du cinéma, puis se poursuit dans une deuxième partie par un questionnement sur le rôle des nouveaux médias de masse ».

## Publication
Originellement publié en un volume en janvier 1971 par l'éditeur Jitsugyo no Nihon Sha, le manga est réédité par Kōdansha dans la collection des Œuvres complètes de Tezuka en deux volumes reliés en juillet 1983 et août 1983, puis au format bunko en un volume en avril 2011.
La version française est éditée en un volume par FLBLB en septembre 2013.

### Liste des volumes
| no | Japonais       | Japonais          | Français          | Français          |
| no | Date de sortie | ISBN              | Date de sortie    | ISBN              |
| --- | -------------- | ----------------- | ----------------- | ----------------- |
| 1 | 19 avril 2011  | 978-4-06-373827-8 | 19 septembre 2013 | 978-2-35761-056-9 |
| Liste des chapitres : - Épisode 1 : Où Ichiro Monzen met fin à son mariage avec Rié - Épisode 2 : Où Otohiko Yamabe est renvoyé sans ménagement par son patron, l'illustre dessinateur de mangas - Épisode 3 : Où Otohiko Yamabe est précipité dans l'enfer du sous-sol d'un immeuble en construction - Épisode 4 : Où l'on fait irruption dans le monde du Diletta - Épisode 5 : Où Jimmy Andrews et Mié Sayuri ont rendez-vous - Épisode 6 : Où l'Académie des sciences enquête sur les manifestations hallucinatoires du Diletta - Épisode 7 : Où la catastrophe se produit au Palais de la Culture de Tokyo - Épisode 8 : Où Ichirô Monzen trame un nouveau projet ambitieux - Épisode 9 : Où le pavillon du Diletta devient de siège d'une effervescence phénoménale - Épisode 10 : Où Kinbê Goyô, l'homme d'affaires influent, se met de la partie. - Épisode 11 : Où l'on assiste à la première diffusion du Diletta sur le réseau national - Épisode 12 : Où la folie se répand autour d'Otohiko Yamabe - Épisode 13 : Où le monde est sens dessus dessous et où l'on assiste à la fin |                |                   |                   |                   |

### Édition japonaise
Kōdansha (Bunko)
1. 1 2  (ja) « Tome 1 ».

### Édition française
FLBLB
1. 1 2  (fr) « Tome 1 ».